# Bol'šoj Kumak
Il Bol'šoj Kumak (in russo Большой Кумак?) è un fiume della Russia (oblast' di Orenburg), affluente di sinistra dell'Ural.
Il fiume scorre con direzione mediamente occidentale, sfociando nell'Ural a 1733 km dalla foce, a monte della città di Orsk. Il fiume ha una lunghezza di 212 km, l'area del suo bacino è di 7900 km². Il letto del fiume è sabbioso-argilloso, ricoperto di vegetazione, largo da 5 a 40 metri.
Lungo il suo corso attraversa il villaggio di Novoorsk.